# Kalvarienberg Eisenstadt

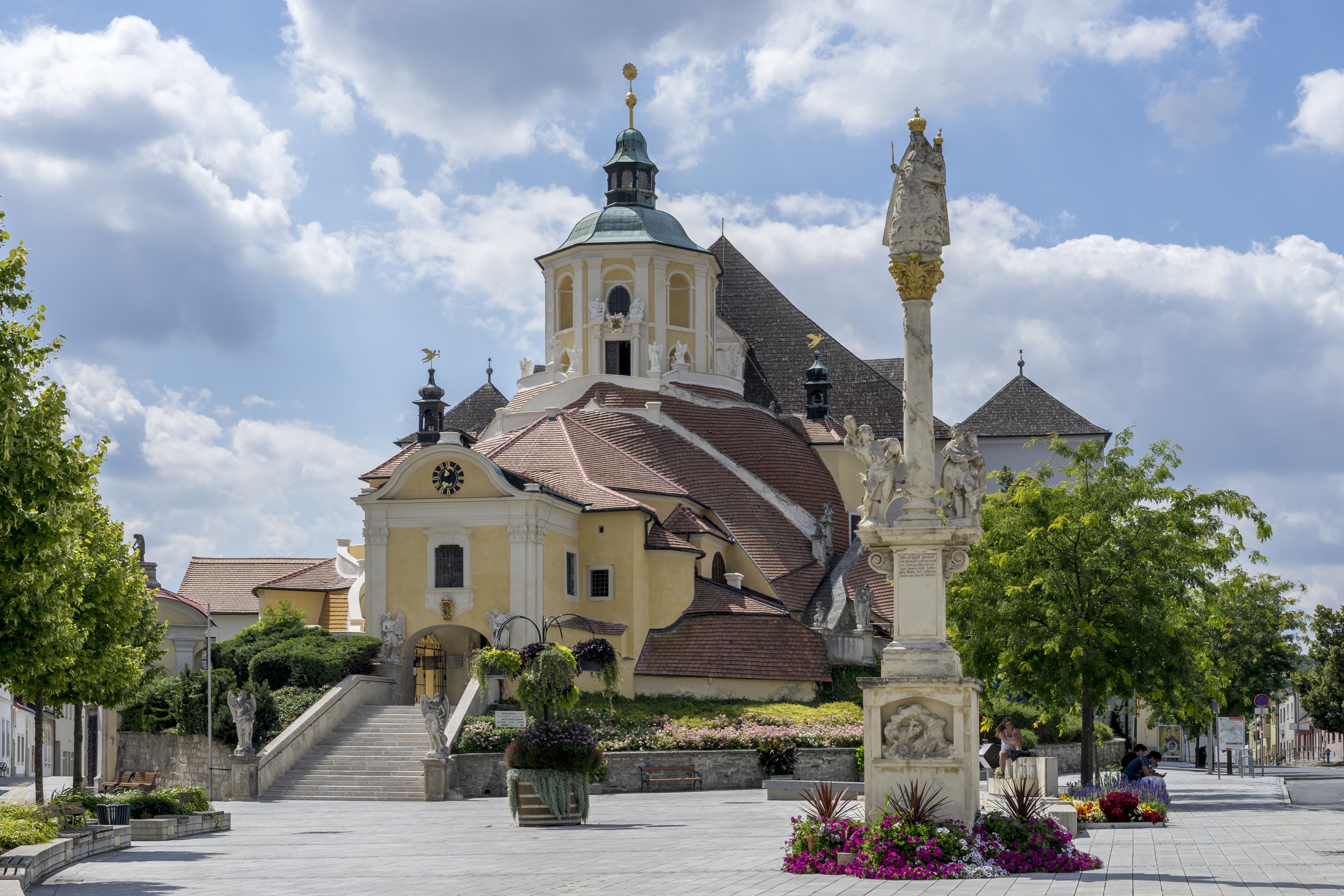
Der Kalvarienberg in Eisenstadt (2016)

Der Kalvarienberg in Eisenstadt ist ein überbauter, künstlich aus Steinen errichteter Berg, in dem Treppen und dunkle Gänge an Nischen, Grotten und kleinen Kapellen vorbeiführen. Darin wird anhand von Figurengruppen die Leidensgeschichte Christi dargestellt. Der Kalvarienberg entstand zu Beginn des 18. Jahrhunderts und steht unter Denkmalschutz. Westseitig an den Kalvarienberg ist die Berg- bzw. Haydnkirche angebaut.

## Lage und Beschreibung
Der Eisenstädter Kalvarienberg liegt am Kalvarienbergplatz, der sich im Stadtteil Oberberg an die Esterhazystraße in westlicher Richtung anschließt. Er erscheint äußerlich als eine ansteigende Ansammlung kleiner Bauten, die von einer bewegten Dachlandschaft bedeckt sind. Etwa 30 steinerne Engelsfiguren darauf bewachen die Stätte. Dahinter erhebt sich der massige Klotz der Bergkirche, die später errichtet wurde.

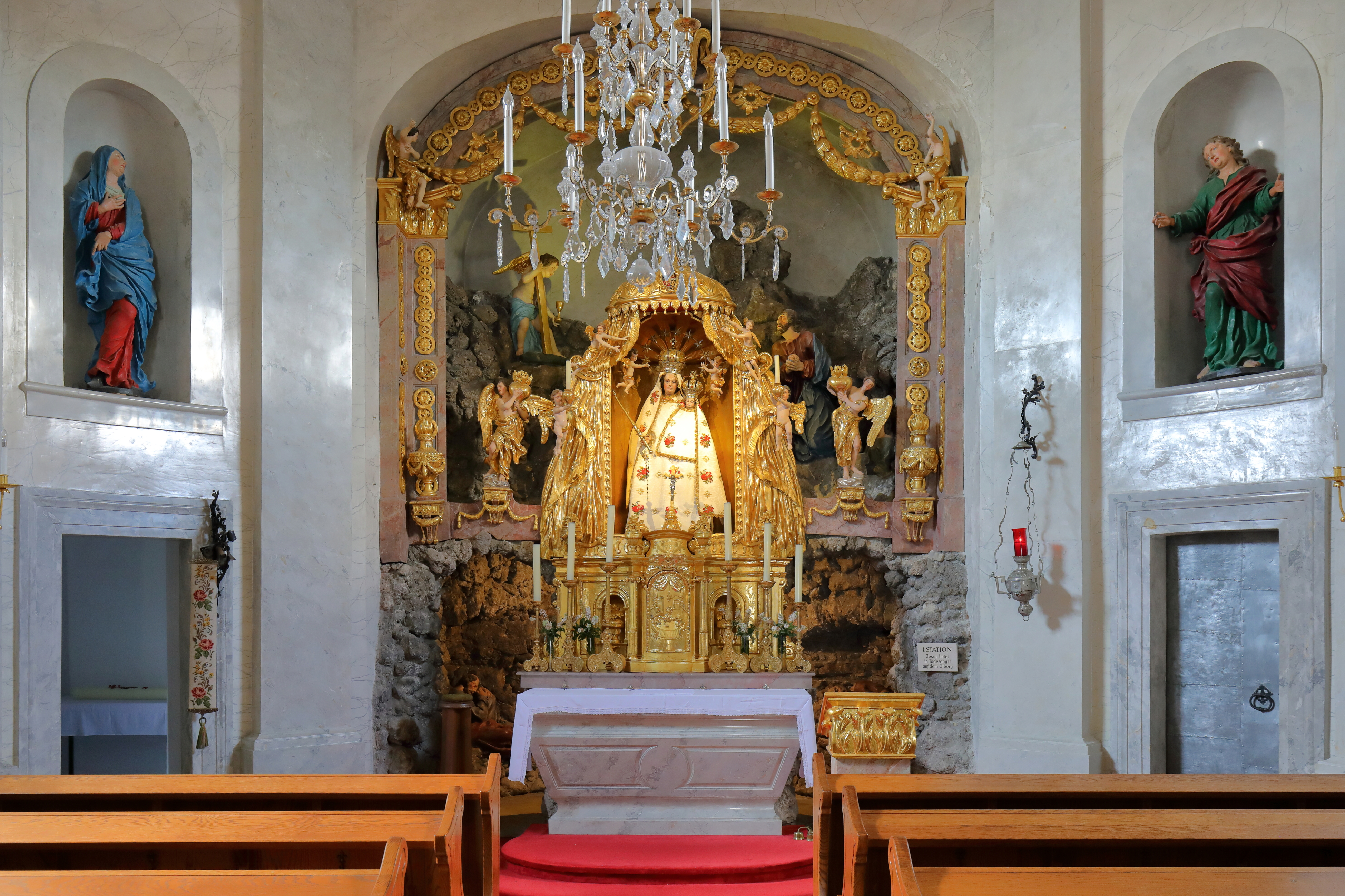
In der Gnadenkapelle

Vom Vorplatz führt eine Freitreppe zur Eingangskapelle, der sogenannten Gnadenkapelle, die ursprünglich Getsemani- bzw. Ölbergkapelle hieß. Den Treppenbeginn und das Rundbogenportal der Vorhalle flankieren je zwei Engelfiguren. Neben der Tür zur Kapelle stehen die „Bauernheiligen“ Donatus und Leonhard. In der Kapelle steht vor der figürlich dargestellten Ölbergszene, der ersten Station des Kreuzwegs, ein Marienaltar mit einer Kopie des Gnadenbildes Maria Einsiedeln unter einem reich verzierten Baldachin über dem Säulentabernakel. Des Weiteren enthält die Kapelle die Ölgemälde „Geburt des Herrn im Stall von Bethlehem“ und „Anbetung der Könige“ sowie eine kleine historische Orgel aus dem Jahre 1820.
Während der Leidensweg Jesu in Kreuzwegen zumeist in 14 Stationen dargestellt wird, besitzt der Eisenstädter Kalvarienberg 24, wobei zum Teil das Marienleben symbolisch mit dem Leiden ihres Sohnes verbunden wird. Die Anlage enthält insgesamt 260 Holz- und 60 Steinfiguren, 10 Kapellen und 18 Altäre. Die lebensgroßen, oft in pathetisch übersteigerter Gebärde und mit derbem Gesichtsausdruck dargestellten Figuren sind grell bemalt.

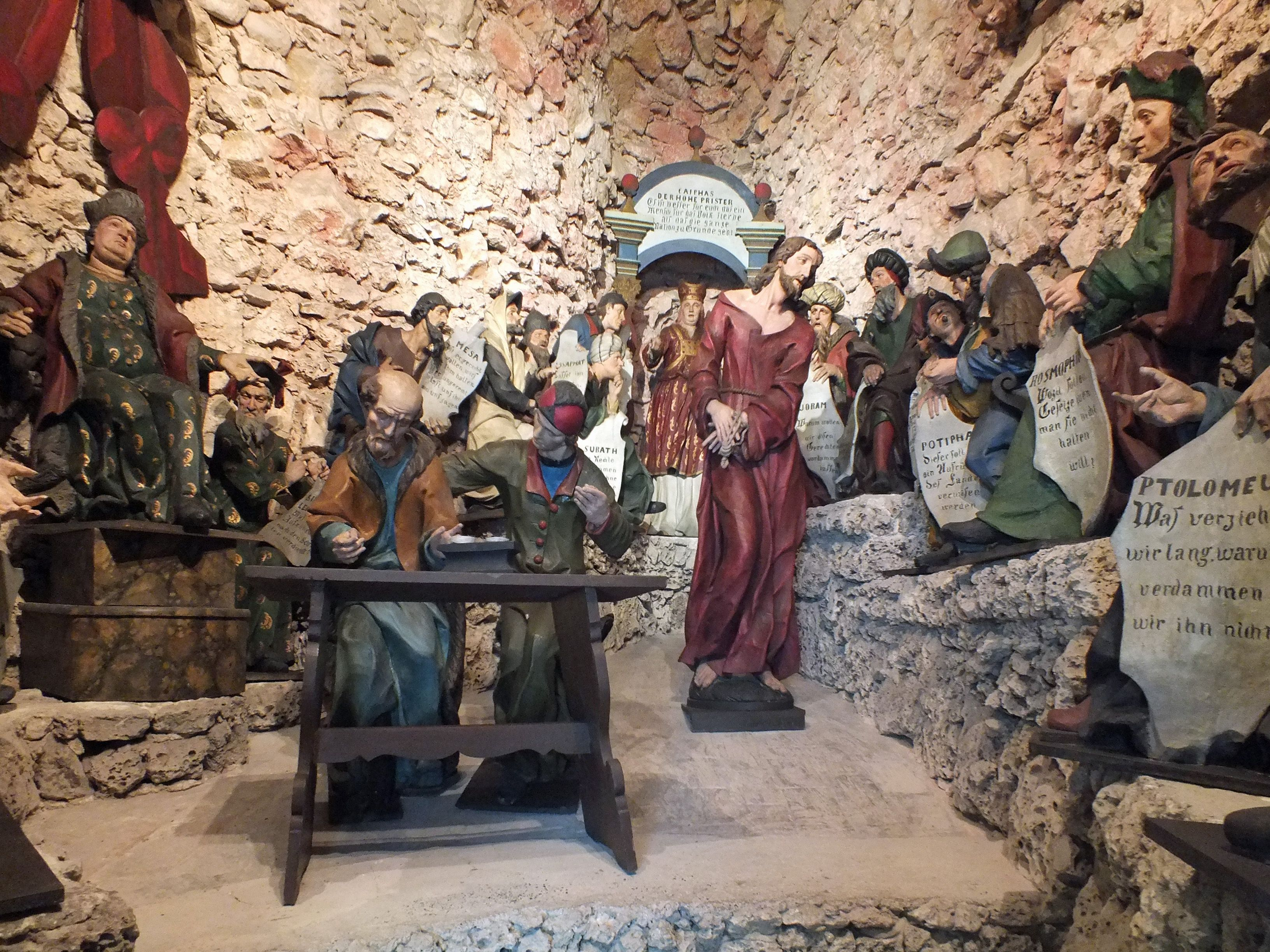
Jesus vor dem Hohen Rat
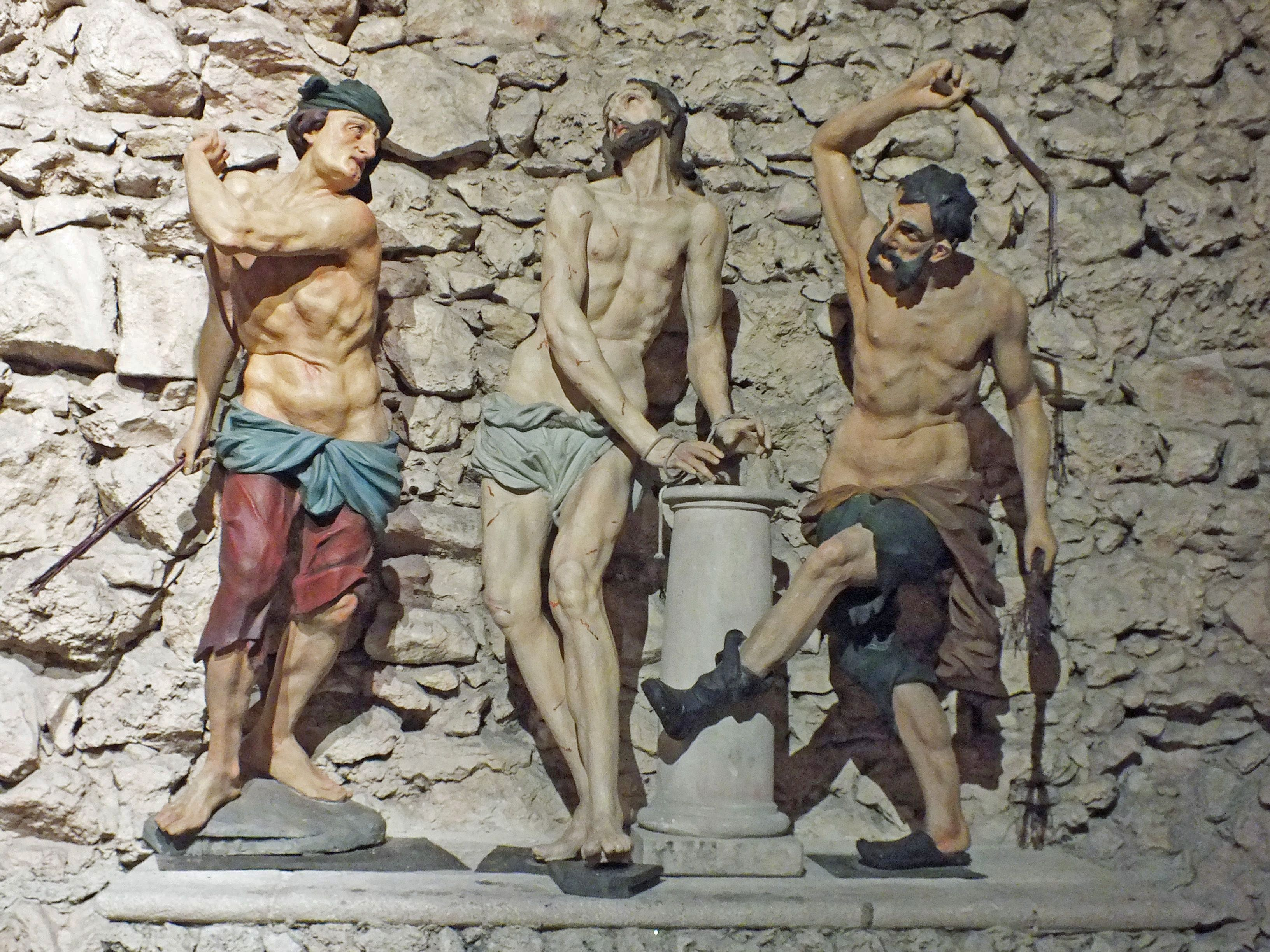
Geißelung
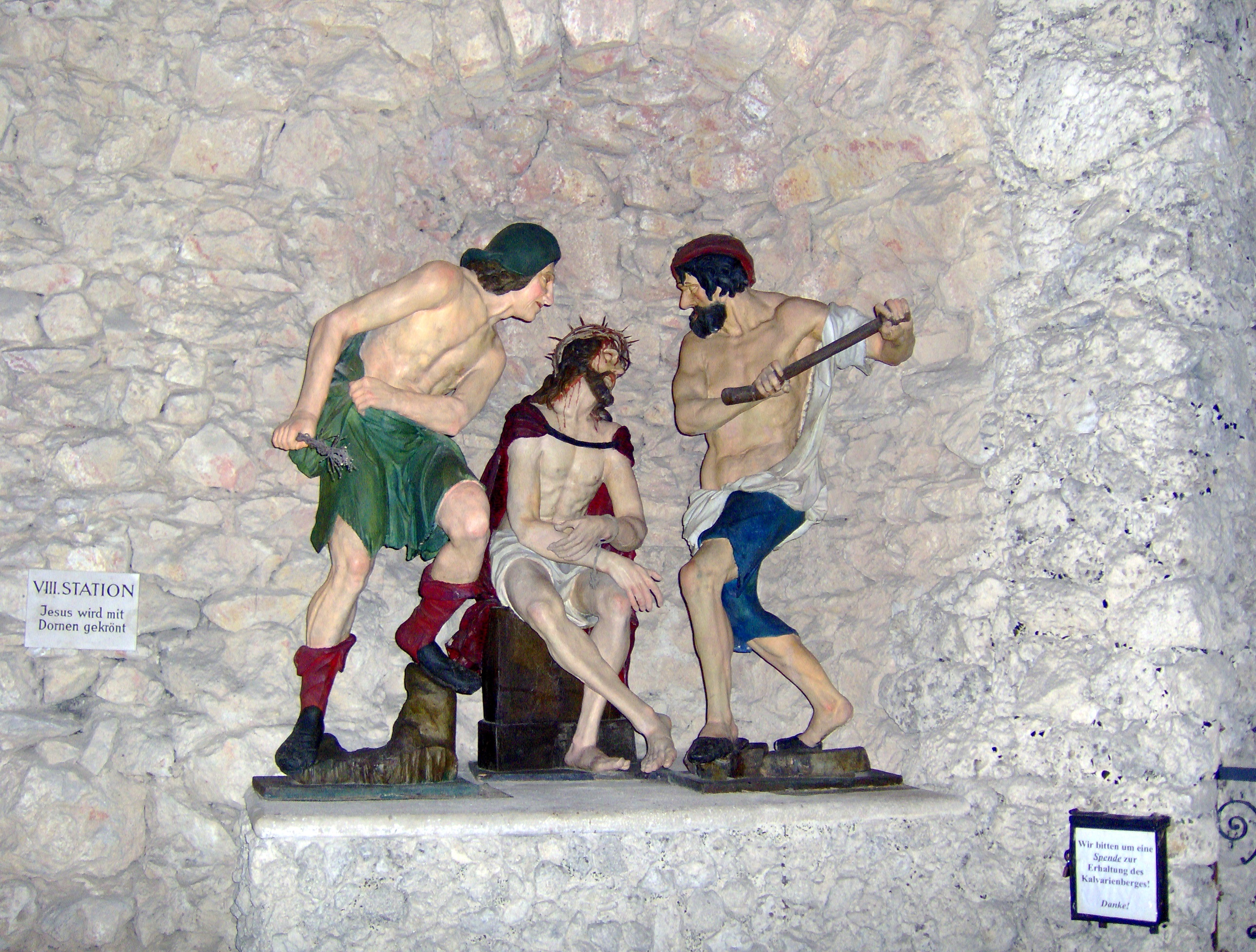
Dornenkrönung
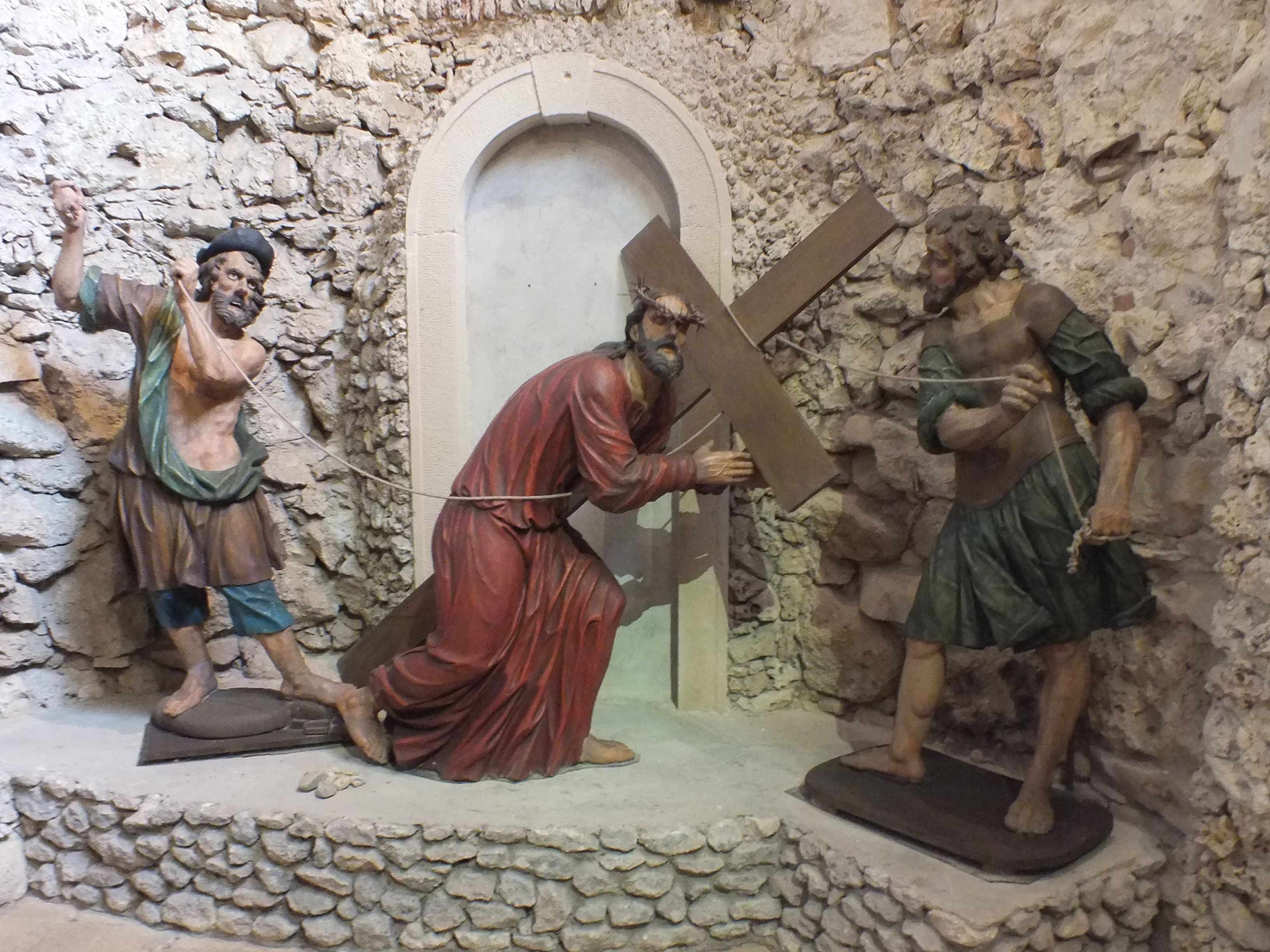
Kreuztragung
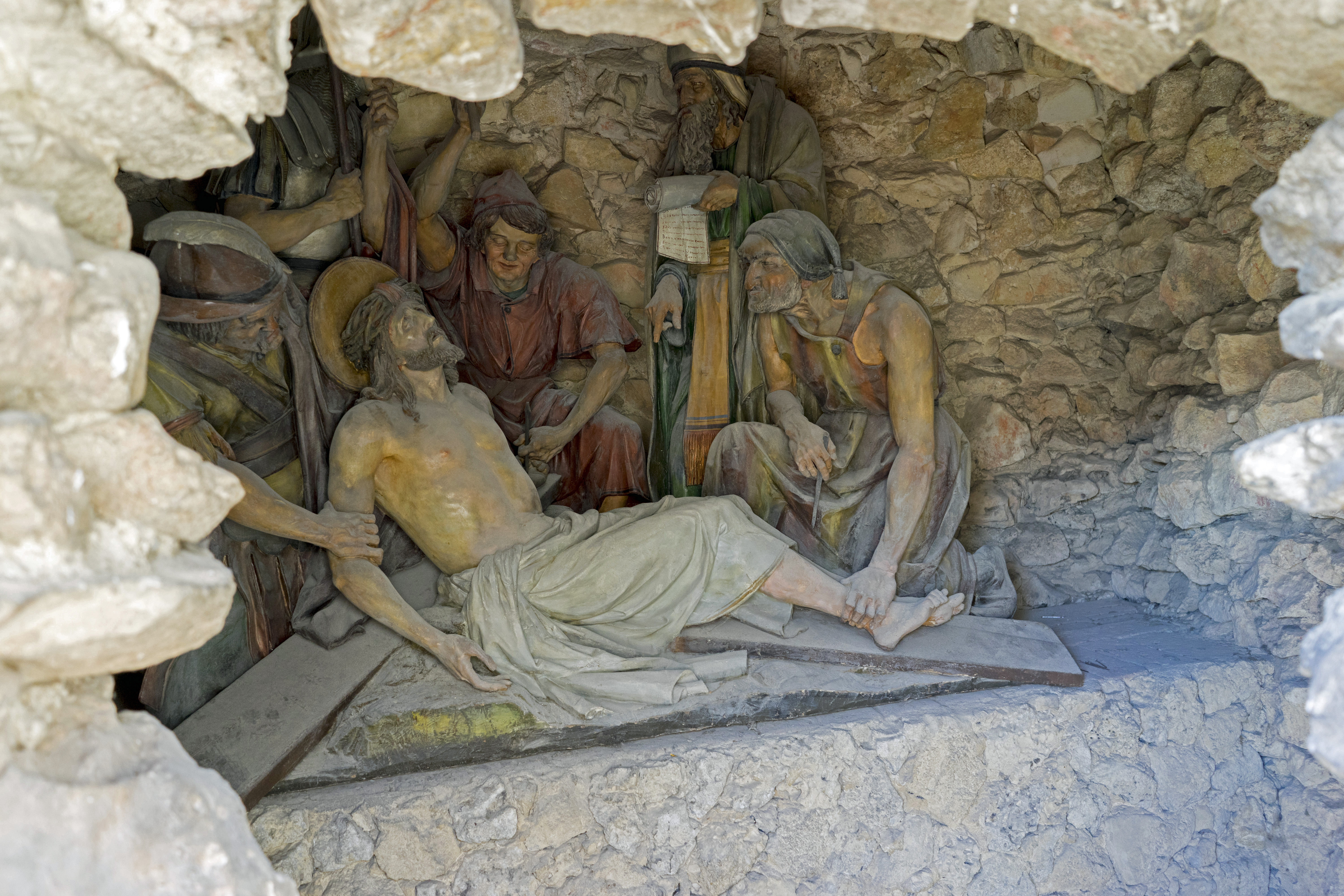
Grablegung

Die drei Stationen, Kreuzigung, Christus am Kreuz und Kreuzabnahme, befinden sich in der die Gesamtanlage überragenden Kreuzkapelle.

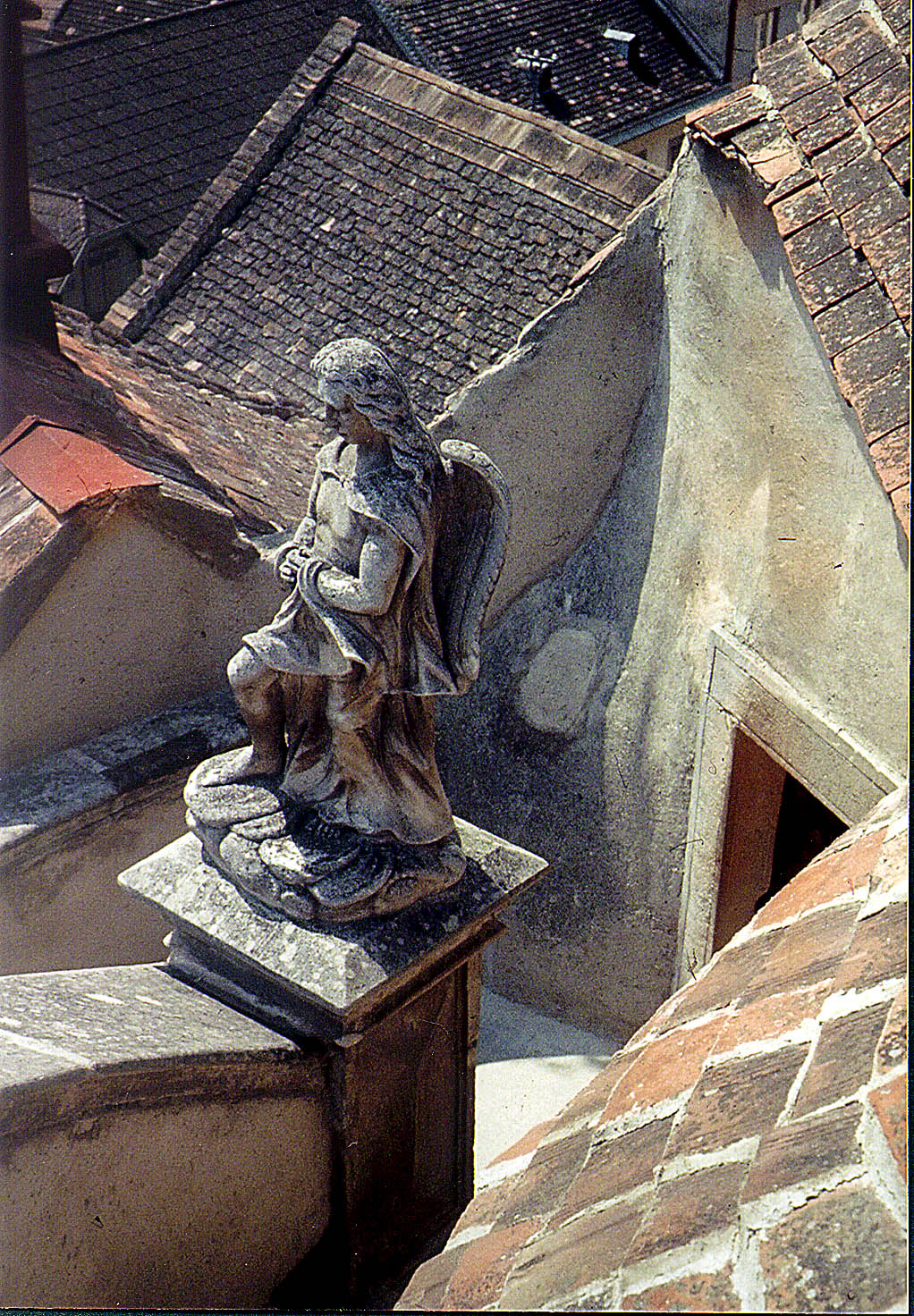
Außentreppe zur Kreuzkapelle
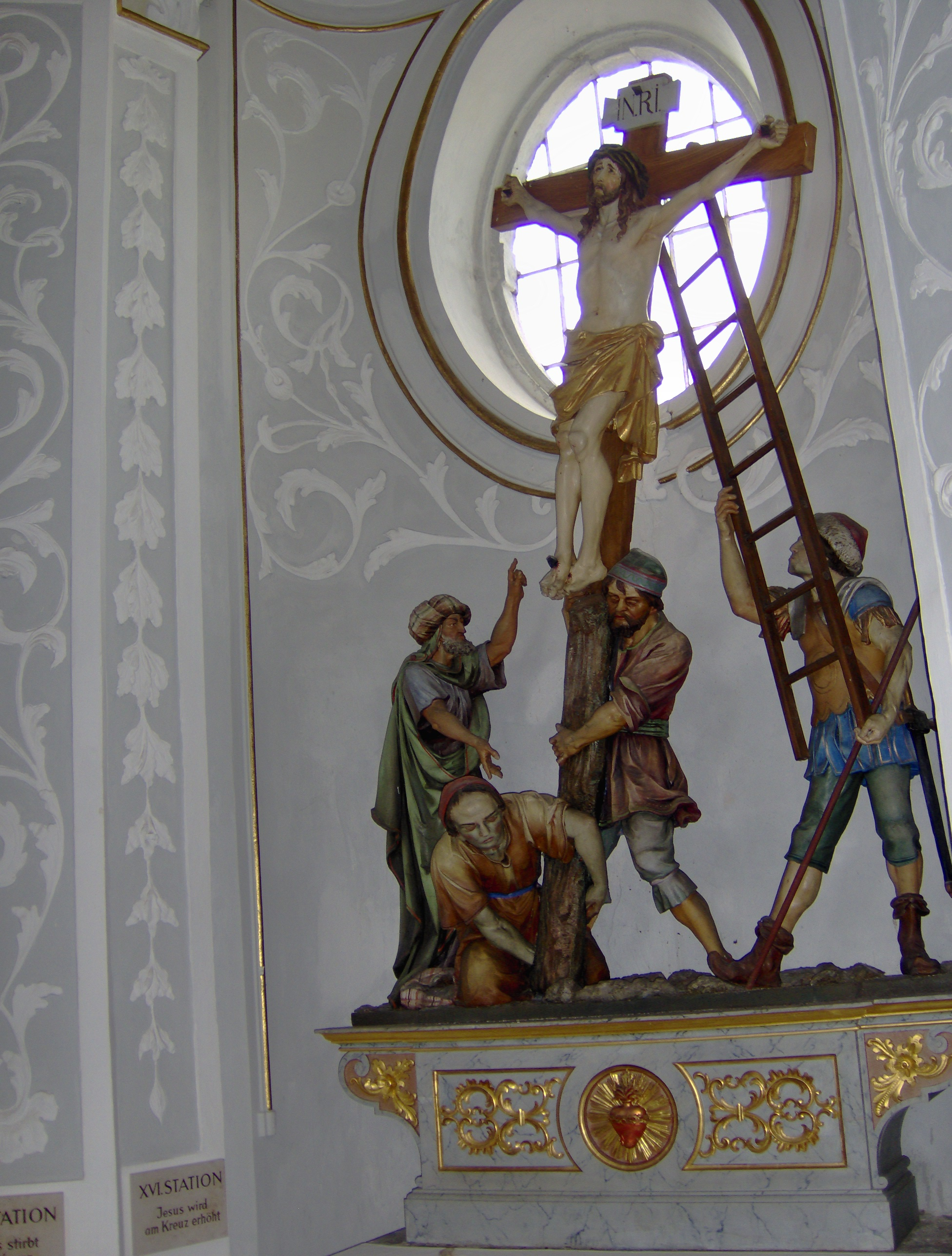
Kreuzigung
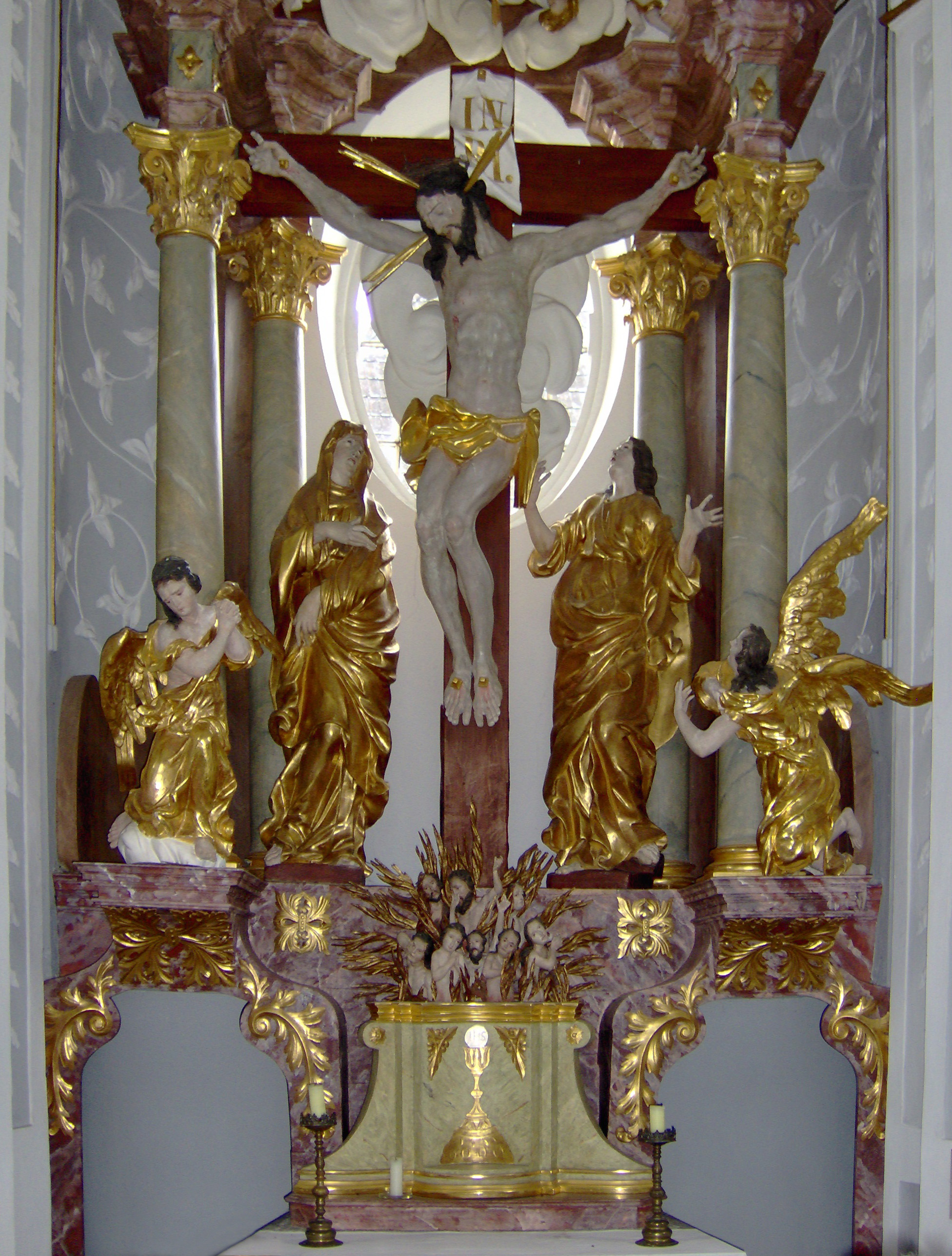
Altar der Kreuzkapelle
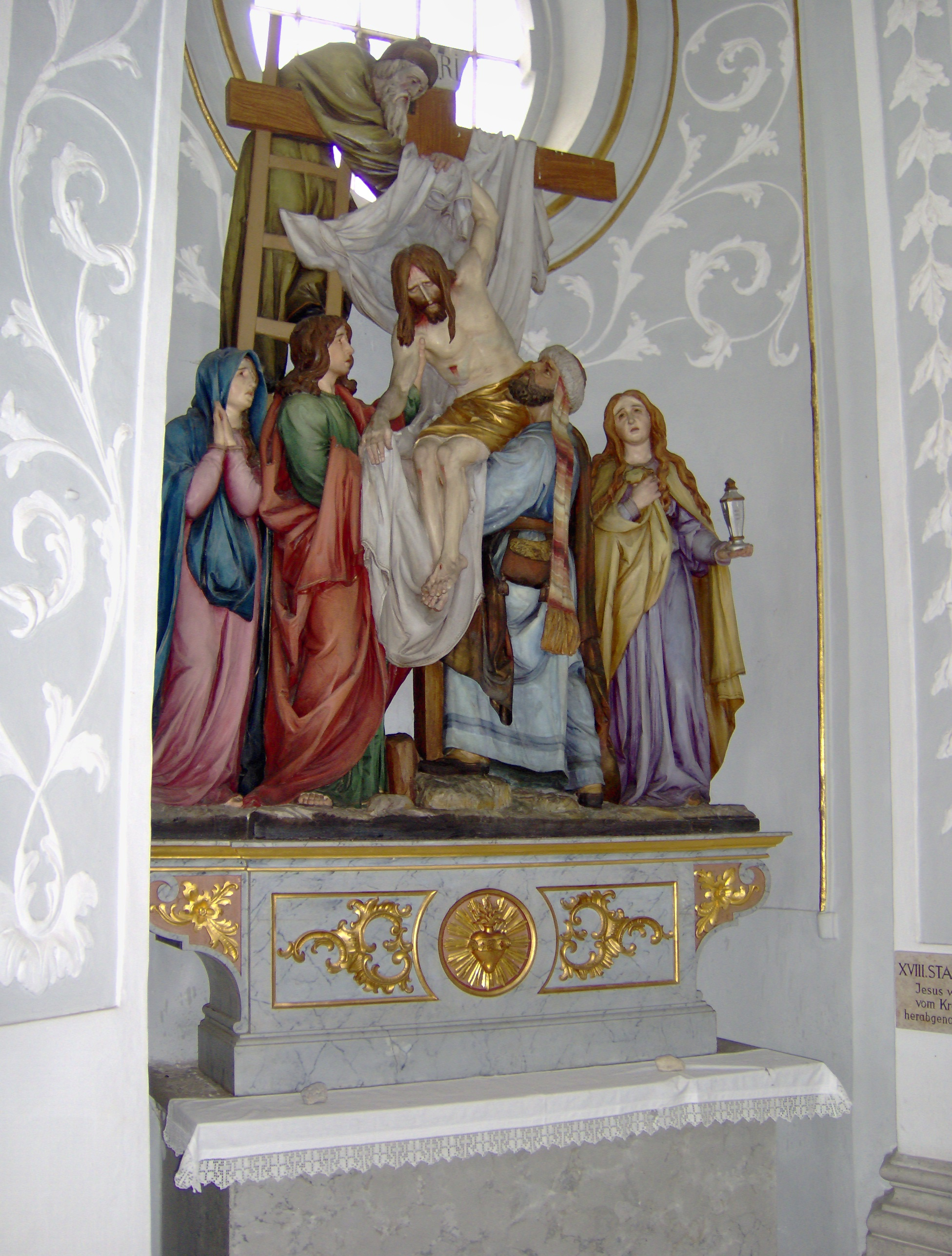
Kreuzabnahme

Die Kreuzkapelle wird über eine Außentreppe erreicht. Auf dem Weg nach oben kommt man an einigen der steinernen Engel vorbei, deren Attribute Bezug zum Leidensweg haben, sowie an einem der beiden kleinen Glockentürme mit vergoldeten Engeln als Wetterfahne. Von Umgang der Kreuzkapelle hat man eine weite Fernsicht. Die Kreuzkapelle ist achteckig. Pilaster und Lisenen gliedern ihre Fassade, und ein kuppelförmiges Dach mit einer Laterne betont ihren barocken Charakter.

## Geschichte
Der Bau des Kalvarienberges wurde von Fürst Paul I. Esterházy (1635–1713) initiiert, den der Kalvarienberg in Maria Lanzendorf bei Wien sehr beeindruckt hatte, dessen Bau 1699 begonnen worden war. Er holte sich daraufhin dessen Erbauer, Franziskaner-Laienbruder Felix Nierinck, nach Eisenstadt und beauftragte ihn mit dem Bau einer noch größeren Anlage.

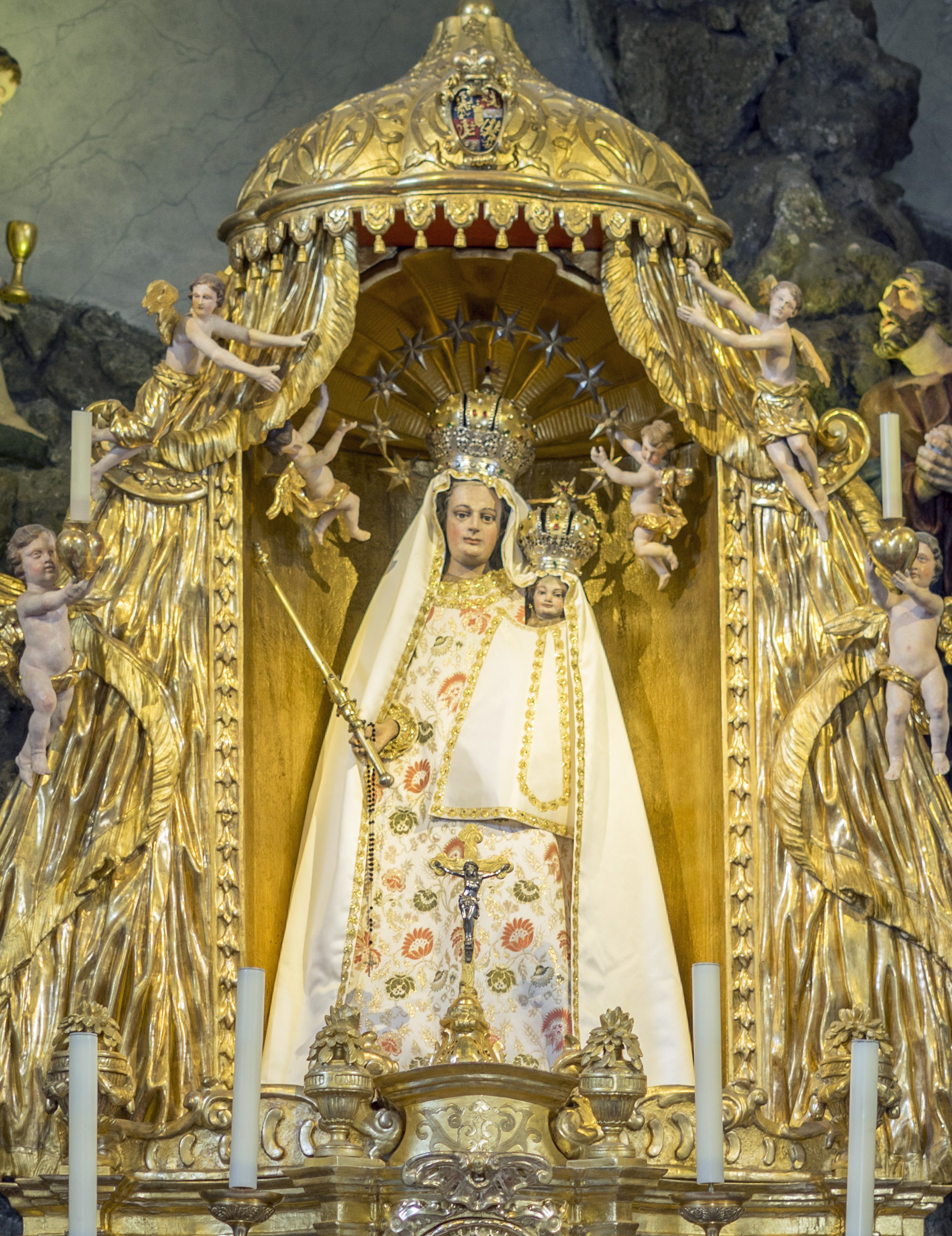
Gnadenbild am Altar der Gnadenkapelle

Bereits 1701 wurde der Grundstein an einer Stelle gelegt, auf der bereits 1674 eine kleine Apolloniakapelle errichtet worden war. Der Kuruzenkrieg verzögerte das Baugeschehen. Aber 1707 konnte durch den Bischof von Raab die Weihe vorgenommen werden. Die Namen der Laienkünstler, die die Figuren schufen, sind nicht bekannt. 1710 wurde die Kreuzkapelle vollendet.
In die ursprünglich als Ölbergkapelle konzipierte Eingangskapelle ließ 1711 Fürst Paul I. das 1690 nach dem Vorbild von Maria Einsiedeln vom Eisenstädter Bildhauer Michael Felser († 1710) geschaffene Gnadenbild aus Großhöflein überführen und die Kapelle entsprechend umgestalten. Dort war es nach einem Brand als Einziges gerettet worden. Die Figur wurde neben dem eigentlichen Kalvarienberg im 18. Jahrhundert Hauptanziehungspunkt der Wallfahrten.
Es gab jährlich bis zu 125 Prozessionen; 1711 kamen über 450.000 Wallfahrer. In der Zeit des aufgeklärten Absolutismus und des Josefinismus in der zweiten Hälfte des 18. Jahrhunderts ging die Bedeutung der Kalvarienberge und der Wallfahrten stark zurück, insbesondere als mehrtägige als solche verboten wurden. Der Eisenstädter Kalvarienberg war nur noch am Karfreitag zugänglich und verfiel, bis Mitte des 19. Jahrhunderts eine erste Renovierung erfolgte. Heute gilt er als eine der Touristenattraktionen Eisenstadts. Unter dem Motto „Kalvarienberg 2020“ läuft seit 2015 eine grundlegende Sanierung.